# Gerard Peters
Gerard "Gerrit" Peters, född den 31 juli 1920 i Haarlem, död den 6 april 2005 på samma plats, var en nederländsk tävlingscyklist. Han hade störst framgång på bana där han blev både världsmästare och nederländsk mästare i individuellt förföljelselopp 1946, europamästare i madison (tillsmannans med Gerrit Schulte) 1950, samt vann sex sexdagarslopp (alla med Schulte som partner).

## Meriter

### Landsväg
1950
9:a i Gran Premio Città di Lugano 
1951
5:a i linjelopp vid Nederländska mästerskapen
8:a totalt i Ronde van Nederland

### Bana[1]
| Podieplaceringar: 1946 Världsmästare i individuellt förföljelselopp Podieplaceringar: 1949/1950 Europamästare i madison med Gerrit Schulte 1950/1951 2:a i madison vid Europamästerskapen med Gerrit Schulte 1952/1953 2:a i madison vid Europamästerskapen med Gerrit Schulte 1953/1954 2:a i madison vid Europamästerskapen med Gerrit Schulte 1955/1956 2:a i madison vid Europamästerskapen med Gerrit Schulte | Segrar: 1946 Nederländsk mästare i individuellt förföljelselopp 1949 Nederländsk mästare i 50-kilometerslopp Segrar: 1949/1950 Vinnare av Gents sexdagars med Gerrit Schulte Vinnare av Paris sexdagars med Gerrit Schulte 1952/1953 Vinnare av Paris sexdagars med Gerrit Schulte 1953/1954 Vinnare av Berlins sexdagars (mars) med Gerrit Schulte Vinnare av Antwerpens sexdagars med Gerrit Schulte 1955/1956 Vinnare av Münsters sexdagars med Gerrit Schulte |